# Ann Turbyne
Ann Turbyne (verheiratete Andrews; * 14. Januar 1957) ist eine ehemalige US-amerikanische Kugelstoßerin.
Bei den Panamerikanischen Spielen 1979 in San Juan wurde sie Vierte.
1980 verhinderte der US-Boykott eine Teilnahme an den Olympischen Spielen in Moskau. Beim ersatzweise abgehaltenen Liberty Bell Classic wurde sie Zweite.
1976 wurde sie US-Hallenmeisterin.
Ihre persönliche Bestleistung von 17,27 m stellte sie am 21. Juni 1980 in Eugene auf.